# 2012년 미국 납세자 구제법
2012년 미국 납세자 구제법(영어: American Taxpayer Relief Act of 2012, ATRA)은 2013년 1월 1일 미국 의회에서 제정 및 통과되었고, 다음 날 버락 오바마 미국 대통령에 의해 법률로 서명되었다. ATRA는 "부시 감세"의 상당 부분의 낮은 세율을 영구화했다.
이 법은 2001년 경제 성장 및 세금 감면 조정법과 2003년 일자리 및 성장 세금 감면 조정법(총칭하여 "부시 감세"로 알려짐)의 특정 조항 만료 문제를 해결하여 미국 재정절벽에 대한 부분적인 해결책에 중점을 둔다. 이 조항들은 2010년 세금 감면, 실업 보험 재승인 및 일자리 창출법에 의해 임시로 연장되었다. 또한 이 법은 2011년 예산 통제법의 예산 자동 삭감 조항 발효 문제도 다루었다.
이 법은 타협안으로, 부시 감세의 낮은 세율 대부분을 영구화하면서, 부시 감세 만료로 인해 1월 1일에 발효된 고소득층의 더 높은 세율을 유지한다. 또한 고소득층에 대한 세금 공제 및 크레딧 상한선을 설정한다. 이 법은 연방 지출 수준을 크게 다루지 않고, 추가 협상 및 입법을 위해 남겨두었다. 미국 납세자 구제법은 상원에서 민주당과 공화당 모두의 지지를 받아 큰 다수로 통과되었으나, 하원 공화당원 대부분은 이에 반대했다.

## 조항

### 세금 조항
- 연간 과세 소득이 40만 달러 이하인 개인(부부 합산 신고의 경우 45만 달러, 두 기준선 모두 2013년 이후 물가 인상률에 따라 조정됨)의 경우,[2] 소득, 자본 이득 및 배당금에 대한 세율은 부시 감세 만료로 인한 더 높은 세율로 되돌아가지 않고 2003-2012년 수준을 유지했다.[3][4]
- $400,000/$450,000 기준선을 초과하는 과세 소득이 있는 개인의 경우:
  - 부시 감세의 2001년 부분 만료에 따라 규정된 소득에 대한 최고 한계 세율 39.6%가 유지되었다. 이는 2003년–2012년 세율 35%에서 증가한 것이다.[3]
  - 부시 감세의 2003년 부분 만료에 따라 규정된 장기 자본 이득에 대한 최고 한계 세율 20%가 유지되었다. 이는 2003년–2012년 세율 15%에서 증가한 것이다.[4]
  - 부시 감세의 2003년 부분 만료로 인해 일반 소득 세율인 39.6%로 인상될 예정이었던 배당금에 대한 최고 한계 세율은 자본 이득 세율인 20%로 설정되었다. 이는 2003년–2012년 세율 15%에서 증가한 것이다.[4]
- 개인 소득 $250,000, 부부 소득 $300,000를 초과하는 소득에 대한 세금 공제 및 크레딧의 단계적 폐지가 재개되었다. 이러한 공제 제한은 부시 감세 이전부터 존재했으며, 2010년에 사라졌었다.[3]
- 상속세는 $5,000,000를 초과하는 가치에 대해 40%로 설정되었으며, 물가 인상률에 따라 조정되었는데, 이는 2012년 $5,120,000를 초과하는 가치에 대한 35% 세율에서 증가한 것이다.[3][5]
- 최저한세에 변경이 가해져 영구적으로 물가 인상률에 연동되어 이전에는 중산층 가정에 영향을 미치는 것을 막기 위해 매년 필요했던 "패치"를 피할 수 있게 되었다.[3]
- 2년 동안의 급여세 감면은 연장되지 않았다. 세율은 2011년과 2012년에 6.2%에서 4.2%로 인하되었다.[3]
- 대학 등록금을 위한 크레딧과 근로소득 세액공제 확장을 포함하여, 빈곤층 가정을 위한 일부 세금 공제가 5년 동안 연장되었다.[5]
- "액티브 파이낸싱" 대기업 세금 면제(90억 달러),[6] 신시장 세금 크레딧 프로그램(매년 13억 6천 5백만 달러),[7] 푸에르토리코 및 버진 아일랜드 럼 산업을 지원하는 럼세금(2009년 5억 4천 7백만 달러), NASCAR 경주장 소유자를 위한 세금 혜택(약 4천 3백만 달러), 2륜 및 3륜 전기차 및 아메리카 원주민 부족 구성원 고용에 대한 세금 공제를 포함하여 여러 기업 세금 감면 혜택이 연장되었다.[8][9]

총체적으로, 이 법안은 10년간 6천억 달러의 새로운 세수를 포함했는데, 이는 아무런 입법도 통과되지 않았을 경우 징수되었을 세수의 약 5분의 1에 해당한다. 2013년 세금 연도에는 일부 납세자들이 1993년 이후 처음으로 전년 대비 소득세율 인상을 경험했지만, 이 세율 인상은 2012년 법의 결과가 아니라 부시 감세의 만료로 인한 것이었다. 소득, 자본 이득, 재산, 그리고 대체 최저한세에 대한 새로운 세율은 영구화될 것이다.

### 지출 조항
- 2011년 예산 통제법에 의해 생성된 예산 자동 삭감은 2개월 연기되어 적자 감소에 대한 추가 협상을 위한 시간을 벌었다. 240억 달러의 비용은 401(k) 계좌를 Roth 401(k) 플랜으로 전환하는 규칙을 완화하여 자산에 대한 세금 납부를 요구하는 조항으로 상쇄될 것이며,[3][5] 2013 회계연도 잔여 기간 동안 40억 달러, 2014 회계연도에 80억 달러의 불특정 감축 요구사항도 포함되었다.[10]
- 2014년의 자동 삭감 상한선은 2013년의 2개월 연기를 상쇄하기 위해 낮춰졌다.[11]
- 2013년에만 국방부 감축을 완화하기 위해 국토 안보 및 국제 문제와 같은 특정 "안보" 자금이 삭감되었다.[11]
- 연방 실업 수당은 다른 예산 상쇄 없이 1년 연장되었으며, 비용은 300억 달러였다.[3]
- 메디케어 지속 가능한 성장률에 맞춰 의사 지불액 감소를 중단하는 메디케어 "의사 수정(doc fix)"이 1년 연장되었다.[5]
- 의회 의원의 급여 동결은 연장되었지만, 정부 공무원의 일반적인 급여 동결은 연장되지 않았다.[5]
- 9월에 만료된 농업 법안의 일부 조항은 9개월 연장되었지만, 낙농업자와 의원들이 지지하는 변경 사항은 포함되지 않았다.[12]

## 입법 역사

주별 상원 투표
2 민주당 찬성
1 민주당 찬성 및 1 공화당 찬성
2 공화당 찬성
----
1 민주당 찬성 및 1 공화당 불참
1 민주당 찬성 및 1 민주당 불참
1 공화당 찬성 및 1 공화당 불참
----
1 민주당 찬성 및 1 민주당 반대
1 민주당 찬성 및 1 공화당 반대
1 공화당 찬성 및 1 공화당 반대
----
1 민주당 반대 및 1 공화당 반대

지역별 하원 투표
민주당 찬성
공화당 찬성
----
민주당 반대
공화당 반대
----
불참
공석

법안 통과는 상원 지도부와 오바마 행정부 간의 수일간의 협상 끝에 이루어졌으며, 최종 합의는 조 바이든 부통령과 미치 매코널 상원 소수당 원내대표 간의 회담에 기인했다. 일부 민주당원들은 부유층에 대한 세금 인상이 충분하지 않다고 비판했으며, 공화당원들은 명시적인 지출 삭감 없이 세율을 인상한다고 비판했다. 법안에 대한 최종 조치는 신년전야와 새해 첫날의 의회 회기 중에 이루어졌다.
2013년 1월 1일 동부 표준시 오전 2시경, 상원은 89 대 8의 표차로 법안을 통과시켰다. 49명의 민주당원(및 민주당 코커스 소속 무소속 의원)과 40명의 공화당원이 찬성표를 던졌고, 3명의 민주당원과 5명의 공화당원이 반대표를 던졌다.
하원이 3천억 달러의 지출 삭감을 포함하는 수정된 법안을 통과시킬 가능성이 제기되었다. 그러나 2013년 1월 3일 정오 112대 의회 종료 전에 상원이 수정된 법안에 대해 투표할 가능성은 낮다고 판단되었고(모든 심의 중인 법안은 각 의회 회기 종료 시 만료됨), 법안 통과 실패로 재정 절벽 기간이 길어지는 것은 공화당 지도부에 의해 정치적으로 불리하다고 여겨져 하원은 같은 날 투표를 진행했다.
하원은 2013년 1월 1일 동부 표준시 오후 11시경 257 대 167의 표차로 수정 없이 법안을 통과시켰다. 85명의 공화당원과 172명의 민주당원이 찬성표를 던졌고, 151명의 공화당원과 16명의 민주당원이 반대했다.
존 베이너 하원의장은 법안에 찬성표를 던졌는데, 이는 의장이 투표를 하지 않는 일반적인 관례를 깬 것이었다. 법안을 상정하는 하원의 조치 자체도 "하스터트 규칙"을 어긴 것이었는데, 다수 공화당 코커스의 과반수가 이를 지지하지 않았기 때문이었다.
하원의 통과는 AP 통신이 "재정 절벽으로 인한 장기적인 추락을 막기 위한 의회의 고통스럽고 특별한 새해 첫날 합의 승인"이라고 부른 사건을 마무리했다. 몇 분 후, 대통령은 휴가 기간 동안 가족과 합류하기 위해 하와이로 돌아갔다. 오바마는 2013년 1월 2일 늦게 그곳에서 자동서명기로 법안 공식 사본에 서명했다.

## CBO 평가

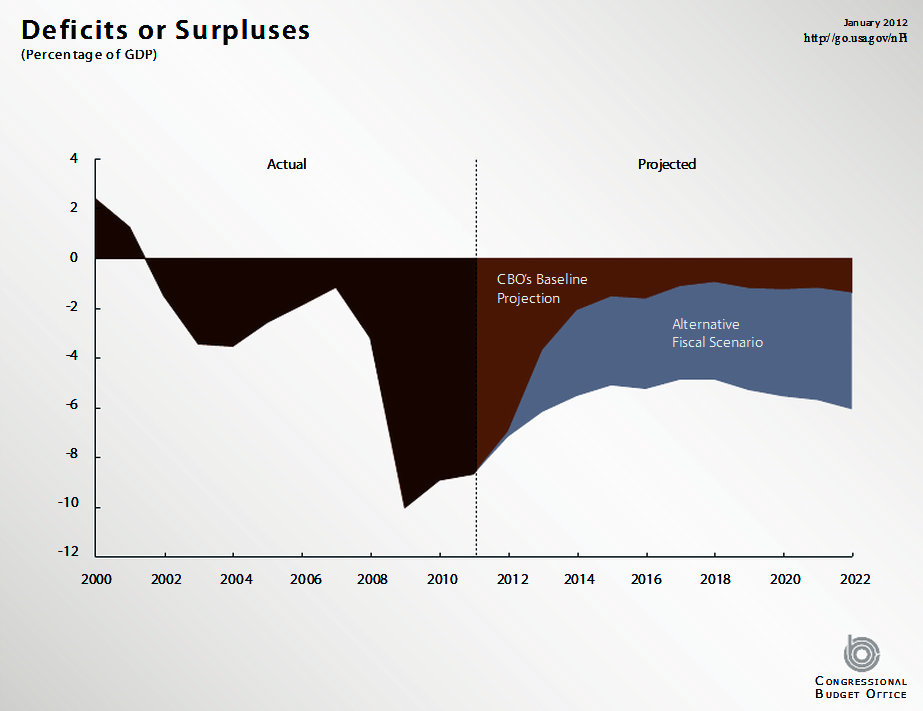
2022년까지 예상되는 재정 적자. "CBO 기준선"(빨간색)은 부시 감세의 만료와 2011년 예산 통제법에 따른 지출 삭감 시행으로 상당한 적자 감소를 가정했다. "대안 시나리오"(파란색)는 그렇지 않았다. 2012년 미국 납세자 구제법의 적자 경로는 대안 시나리오보다 약간 낮다.

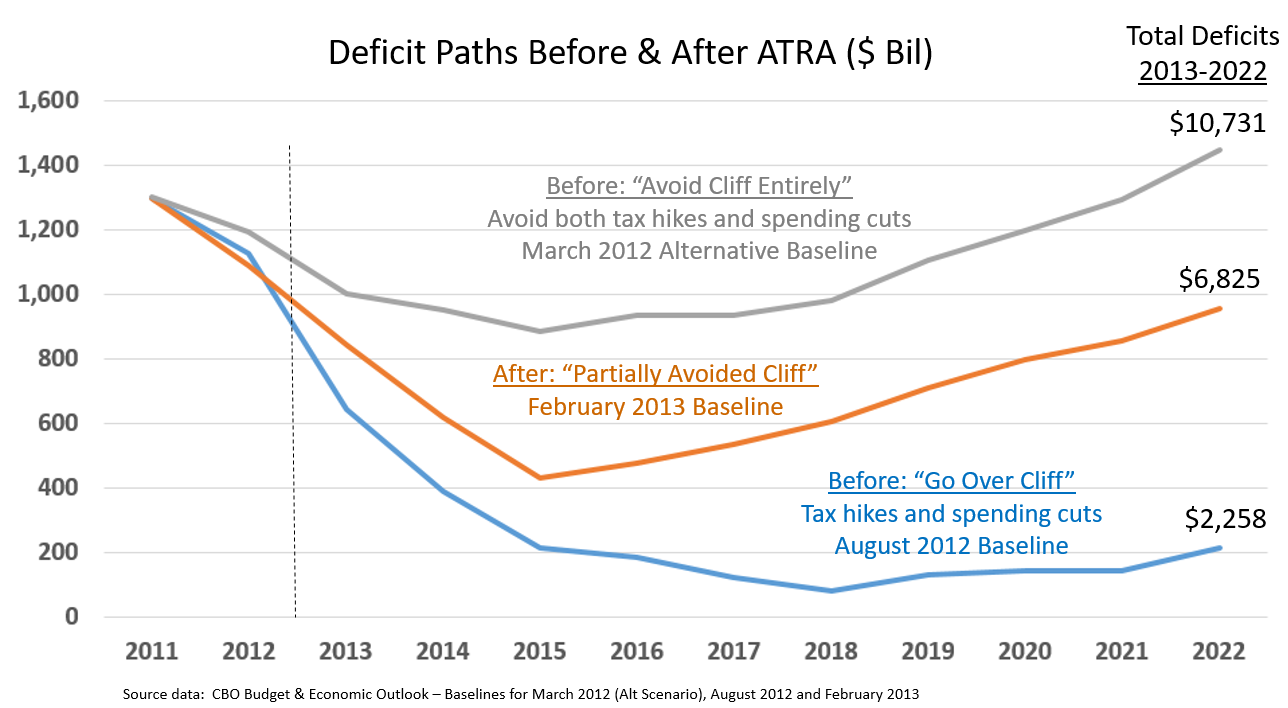
2012년 미국 납세자 구제법(ATRA) 및 재정 절벽과 관련된 세 가지 CBO 적자 시나리오. 파란색 선(2012년 8월 기준선)은 세법이 변경되지 않을 경우 적용될 세금 인상 및 지출 삭감을 포함하는 "현행법" 기준선이었다. 회색 선(2012년 3월 대체 기준선)은 세금 인상 및 지출 삭감 회피를 나타내는 "현행 정책" 기준선이었다. 주황색 선(2013년 2월 기준선)은 ATRA 이후의 결과이다.

미국 의회예산처 (CBO)는 법안이 적자와 경제에 미치는 영향을 분석한다. 미국 납세자 구제법(ATRA)의 효과를 설명하는 것은 어떤 기준선이 비교에 사용되는지에 따라 달라진다.
- 2012년과 비교하면, 2013년의 적자는 모든 임금 소득 납세자의 급여세율 인상과 부유층 납세자의 소득세율 인상으로 인한 추가 세수 덕분에 완만하게 낮아질 것이다. 2013년의 경제 성장은 단기적인 적자 감소로 인해 둔화될 것이다.
- CBO의 "기준선 시나리오"(모든 소득 수준에서 부시 감세의 만료, 급여세 감면의 만료, 지출 삭감의 시행으로 인한 상당한 적자 감소를 가정)와 비교하면, ATRA는 2013년–2022년 기간 동안 적자를 상당히 증가시킨다. 경제 성장은 단기적으로는 적자 증가로 인해 더 빨라지지만, 장기적으로는 부채 수준 증가로 인해 더 둔화될 것이다.
- CBO의 "대안 시나리오"(모든 수준에서 부시 감세 연장 및 실질적인 지출 삭감 없음으로 인한 제한적인 적자 감소를 가정)와 비교하면, ATRA는 2013년–2022년 기간 동안 적자를 완만하게 개선시킨다. 경제 성장은 단기적으로는 적자 감소로 인해 더 둔화되지만, 장기적으로는 부채 수준 감소로 인해 더 빨라질 것이다.[22]

### 10년 전망 (2013년~2022년)
CBO는 2013년 1월 1일 ATRA의 예산 효과 추정치를 발표했다. 이러한 효과는 2012년 3월 CBO의 "기준선 시나리오"를 기준으로 측정되었으며, 이는 부시 감세 만료와 2011년 예산 통제법에 따른 지출 삭감 시행으로 인한 상당한 적자 감소를 가정한 것이었다.
- 세수 조항은 2013년-2022년 기간 동안 총 3조 6,380억 달러를 적자에 추가하여 연평균 3,640억 달러를 추가할 것이다. 기준선은 소득세 감면이 모든 소득 수준에서 만료될 것이라고 가정했으므로, 고소득 납세자의 소득세율만 인상하는 것은 기준선에 비해 적자를 상당히 증가시킨다.
- 지출 조항은 2013년-2022년 기간 동안 적자에 3,320억 달러를 추가하여 연평균 330억 달러를 추가할 것이다. 기준선은 2011년 예산 통제법에 따른 일련의 상당한 지출 삭감(10년간 1조 2천억 달러)이 발효될 것이라고 가정했으므로, 이를 연기하거나 피하는 것은 기준선에 비해 적자를 증가시킨다. CBO의 분석은 예산 통제법의 지출 삭감 대부분(10년간 1조 2천억 달러) 또는 그에 상응하는 금액이 여전히 발생할 것이라고 가정한다.
- 2013년-2022년 기간 동안의 총 적자는 기준선 대비 3조 9,710억 달러 증가할 것이다.[23]

CBO의 2012년 3월 "기준선 시나리오"는 2013년-2022년 기간 동안 총 적자가 2조 8,870억 달러가 될 것이라고 가정했다. 2022년 말 현재 대중이 보유한 부채(국가 부채의 부분 측정치)는 15조 1,150억 달러가 되어, GDP 대비 대중이 보유한 부채의 비율은 61.3%가 될 것으로 예상되었다. 이 비율은 2012년에 73.2%로 예상되었다. ATRA의 금액을 기준선에 적용하면(CBO의 추가 평가가 있기 전의 대략적인 근사치), ATRA의 통과는 다음을 증가시킨다.
- 2013년-2022년 기간 동안의 총 적자 추정치를 2조 8,870억 달러에서 6조 8,580억 달러로 3조 9,710억 달러 증가;
- 2022년 대중이 보유한 부채를 15조 1,150억 달러에서 19조 860억 달러로 3조 9,710억 달러 증가; 그리고
- 2022년 GDP 대비 대중이 보유한 부채의 비율을 2022년 GDP 변화가 없다고 가정할 때 61.3%에서 77.4%로 16.1% 포인트 증가.

비교를 위해, 부시 감세가 연장되고 예산 통제법의 지출 삭감이 피할 것이라고 가정한 CBO의 "대안 시나리오"는 2013년–2022년 기간 동안 누적 적자가 10조 7,310억 달러에 이를 것으로 가정했다. ATRA는 누적 적자가 6조 8,580억 달러에 이르는데, 이는 두 시나리오 간의 차이를 대략적으로 절반으로 나눈 것이다. 다시 말해, ATRA는 대안 시나리오에 비해 적자 상황을 개선하지만, 기준선 시나리오에 비해서는 악화시킨다.
CBO는 2013년 1월에 2013년-2022년 기간 동안 6,000억 달러의 추가 이자 비용이 위에서 논의된 초기 평가에 포함되지 않았다고 별도로 밝혔다. 이는 적자 추정치를 6조 8,580억 달러(위의 ATRA 조정이 있는 기준선 시나리오)에서 7조 4,580억 달러로 증가시킨다. 이 추가 이자 비용은 기준선 대비 높은 적자로 인해 발생한다. ATRA는 재정 절벽으로 인한 단기적인 경제적 영향을 줄일 수 있지만, 낮은 적자 기준선 시나리오에 비해 장기적인 성장은 둔화시킬 것이다.

### 2012년에서 2013년으로의 변화
CBO의 2012년 8월 "기준선 시나리오"는 세입이 2012년 2조 4,350억 달러에서 2013년 2조 9,130억 달러로 4,780억 달러(19.63%) 증가할 것으로 가정했다. 또한 지출은 2012년 3조 5,630억 달러에서 2013년 3조 5,540억 달러로 90억 달러(-0.25%) 감소할 것으로 가정했다. 적자는 2012년 적자 1조 1,280억 달러보다 훨씬 낮은 2013년 6,410억 달러로 예상되었다.
CBO의 2013년 1월 1일 ATRA 분석에는 2013년 기준선 시나리오에 대한 -2,800억 달러의 세입 조정과 +500억 달러의 지출 조정이 포함되었다. 이는 2013년 기준선 세입 전망을 2조 9,130억 달러에서 2조 6,330억 달러로 낮춰 2012년 세입 2조 4,350억 달러 대비 1,980억 달러(8.13%) 증가한 반면, 2013년 지출은 3조 5,540억 달러에서 3조 6,040억 달러로 높여 2012년 지출 3조 5,630억 달러 대비 410억 달러(1.15%) 증가했다. 이러한 변경 사항을 조정한 후, 적자는 ATRA 이전의 6,410억 달러 예상 대신 2013년에 9,710억 달러로 예상되었으며, 이는 3,300억 달러 증가한 것이다. 두 적자 예상치는 모두 2012년 적자 1조 1,280억 달러보다 각각 1,570억 달러와 4,870억 달러 낮았다.

## 분석 및 반응
월스트리트 저널은 이 법안의 세금 조항이 "지난 20년 동안 가장 큰 세금 인상"을 나타냈다고 보도했는데, 이는 2012년부터 2013년까지의 세금 비율의 전년 대비 증가에 근거한 것이었다. 그러나 하원 세입세출위원회의 공화당 의장인 데이브 캠프는 같은 조항을 "미국 역사상 가장 큰 세금 감면"이라고 불렀는데, 이는 법안의 세율이 이전에 시행되었던 법률에서 규정된 2013년의 훨씬 높은 세율을 대체한다는 사실을 언급한 것이었다.
뉴욕 타임스는 뉴스 분석 기사에서 "불과 몇 년 전만 해도 의회를 통과한 세금 협상...은 공화당의 재정적 환상이었을 것이다. 거의 모든 부시 시대 세금 감면을 확정하고, 거의 모든 재산을 과세에서 면제하며, 배당금과 자본 이득이 동등하고 완만하게 과세되어야 한다는 전 대통령의 신조를 확립하는 광범위한 법안이었다. 그러나 시대가 변했고, 조지 W. 부시 대통령은 사라졌으며, 법안의 최종 통과 전에... 하원 공화당 지도부는 자신들이 쉽게 승리라고 포장할 수 있었던 힘들게 얻은 타협안을 무너뜨리겠다고 위협한 의원들의 반란을 진압하기 위해 하루 종일 고군분투했다."고 썼다.
책임 있는 연방 예산 위원회는 이 법안이 재정 절벽으로 인한 경제적 피해의 대부분을 피했고, 자동 삭감 및 의사 수당 개정에 대한 비용 지불과 관련하여 유용한 선례를 만들었지만, 심각한 복지 개혁을 포함하거나, 심각한 지출 삭감을 시행하거나, 부채를 경제의 비중으로 안정화하는 데 실패했다고 밝혔다. 피터 G. 피터슨 재단의 회장은 재정 절벽 합의가 "국가를 지속 가능한 재정 경로에 올려놓을 중요한 기회를 놓친 것"이라고 말했다. 워싱턴 포스트의 편집위원회는 "법안의 제정은 이번 의회가 휴회하기 전에 행동하지 않은 것보다 훨씬 낫다"고 말했지만, "입법자들은 최소한의 조치를 취하는 데 최대한 가까워진 것 같다"고 불평했다.
경제학자 폴 크루그먼은 ATRA가 진보주의자들에게 지출 삭감이나 복지 개혁을 피하게 해준 반면, 보수주의자들은 1993년 이후 처음으로 소득세율 인상을 허용했다고 썼다. 크루그먼은 오바마가 더 많은 세수를 위해 더 강력하게 협상했어야 한다고 생각했다. 그는 또한 부채 상황을 안정화하기 위해서는 장기적으로 연간 GDP의 2%에 해당하는 추가 적자 감축이 필요할 것으로 추정했다.

## 더 읽어보기
- Cebula, R., Boylan, R., Foley, M., & Isard, D. (2014). Implications of Recent Federal Personal Income Tax Increases for Income Tax Evasion, Tax Revenues, and Budget Deficits, MPRA Paper55308, University Library of Munich, Germany.